# Moiré lustré
Pour les articles homonymes, voir Moiré.
Erebia cassioides
Espèce
Statut de conservation UICN

 LC  : Préoccupation mineure
Le Moiré lustré (Erebia cassioides) est un lépidoptère appartenant à la famille des Nymphalidae, à la sous-famille des Satyrinae et au genre Erebia.

## Dénomination
Erebia cassioides a été nommé par Joseph Reiner et Sigismund von Hohenwarth en 1792.

### Noms vernaculaires
Le Moiré lustré  se nomme Common Brassy Ringlet en anglais.

## Sous-espèce
- Erebia cassioides macedonica Buresch, 1918 ; en Bulgarie.
- Erebia arvernensis Oberthür, 1908[2].

## Description
Le Moiré lustré est un petit papillon marron avec aux antérieures une bande postdiscale orange réduite, portant à l'apex deux petits ocelles pupillés de blanc et aux postérieures une ligne de discrets petits ocelles.
Le revers des antérieures est orange plus ou moins largement bordé de marron avec les deux petits ocelles à l'apex alors que les ailes postérieures sont chinés de gris argent et d'ocre.

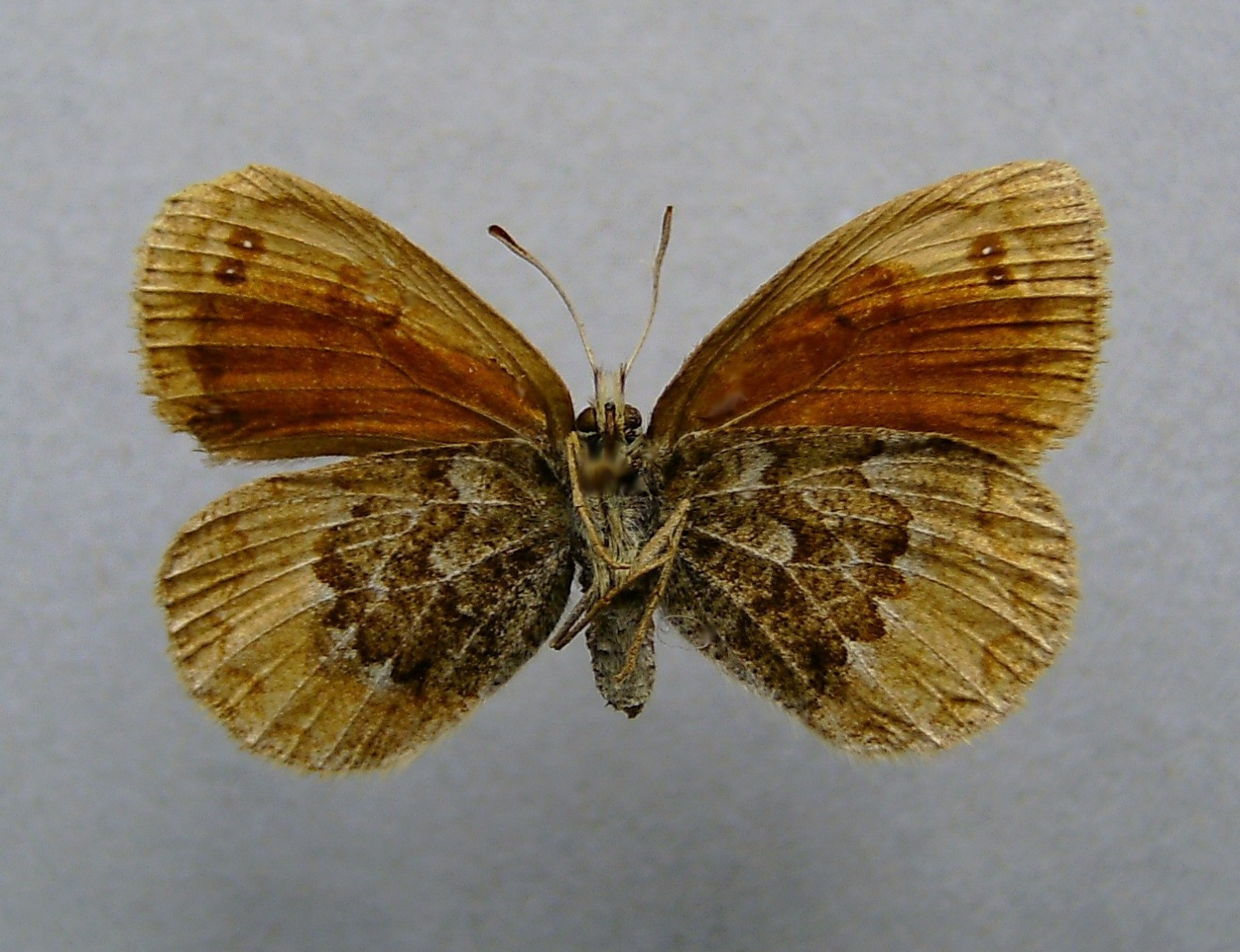
revers

## Biologie

### Période de vol et hivernation
Il vole de fin juin à septembre.

### Plantes hôtes
Les plantes hôtes des chenilles sont des graminées dont Festuca ovina.

## Écologie et distribution
Il est présent uniquement sous forme de petits isolats en Espagne dans les monts cantabriques, une partie des Alpes, en France, Suisse et Italie, dans les Balkans en Albanie, Macédoine, Roumanie, et pour Erebia cassioides macedonica en Bulgarie,.
En France il est présent dans les Alpes-de-Haute-Provence et les Alpes-Maritimes. La présence dans le Puy-de-Dôme n'est pas datée.
Erebia arvernensis le Moiré arverne présent dans les Pyrénées et le Massif central a été élevé au rang d'espèce, mais pour certains c'est une sous-espèce Erebia cassioides arvensis présente dans le Massif Central, les Pyrénées et même les Alpes.

### Biotope
Il réside sur les pentes rocheuses herbues.

### Protection
Le Moiré lustré n'a pas de statut de protection particulier.

### Liens taxonomiques
- (en) Tree of Life Web Project : Erebia cassioides
- (en) Fauna Europaea : Erebia cassioides (Reiner & Hochenwarth, 1792) (consulté le 21 mars 2023)
- (en) NCBI : Erebia cassioides (taxons inclus)
- (en) UICN : espèce Erebia cassioides (Reiner et Hohenwarth, 1792) (consulté le 26 mai 2015)